# Сапино (деревня)
Сапино — деревня в Торопецком районе Тверской области России. Входит в состав Плоскошского сельского поселения. Ранее входила в состав Волокского сельского поселения.

## География
Расположена примерно в 17 километрах к северо-западу от села Волок на реке Кунья.

### Климат
Деревня, как и весь район, относится к умеренному поясу северного полушария и находится в области переходного климата от океанического к материковому. Лето с температурным режимом +15…+20 °С (днём +20…+25 °С), зима умеренно-морозная −10…-15 °С; при вторжении арктического воздуха до −30…-40 °С.
Среднегодовая скорость ветра 3,5-4,2 метра в секунду.

## Население
| 2010 |
| ---- |
| 0    |